# 705型核潜艇

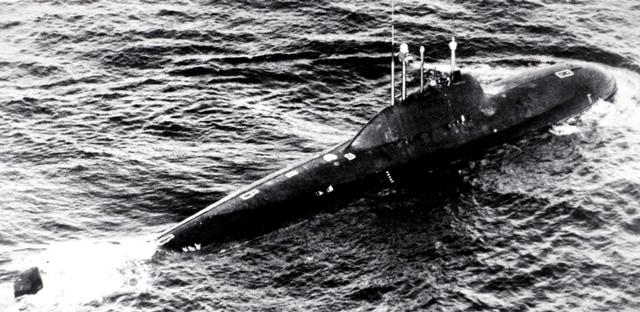
阿尔法级於波羅的海

阿尔法级核动力攻击潜艇(亦可翻译为A级潜艇，苏联代号：705级“天琴座”(俄語：Лира)，是苏联第二代攻击核潜艇，高自动化、快速、钛合金艇壳。该级潜艇自设计、建造到最后使用一直充满了争议。阿尔法级是苏联迄今为止满编作战人数最少，水下航速最快的核潜艇。

## 设计过程

### 早期设计与争论
最初的设计工作是从1957年开始的。当时，第143中央设计局（现孔雀石设计局前身）的设计师A·B·彼得罗夫提出了一种自动化程度远远高于当时所有潜艇，能在水下高速运动的潜艇设计思路，时任总设计师对于他的想法很感兴趣，将其提交给核动力研究中心，随后核动力研究中心、自动化遥感研究院和第143设计局开展了“水下歼击艇”的研制。“水下歼击艇”要求水下速度要高，装备较重火力，潜艇的物理场要低。经过了大量研讨，由总设计师鲁萨诺夫带领的提出了一个比较完整的设计方案。这个设计中最具争议的就是取消苏俄潜艇一直沿用至今的双壳体结构，改用单壳体以减小体积和吨位。1960年，由苏共中央发出并由勃列日涅夫和柯西金签发关于水下歼击艇研究的决议中对主要诸元的要求是：水下排水量1500吨左右，水下航速最高45节，艇员小于15人。而当时的苏俄核动力潜艇人数最少的V级也有60多人，可见该决议要求的自动化程度相当高。但是很明顯地，這麼誇張的性能是不可能實現的。
该设计小组所呈交的设计书制定的方案为排水量1600吨，6具鱼雷发射管，水下最高45节，最大深度达到600米，使用液态金属冷却剂反应堆(以液態金屬鈉為反應爐冷卻劑)。方案提出后，受到了海军司令部的强烈反对，海军方面则对单壳体所带来的无法保证水上抗沉性做出了强烈的反对。当时在苏联潜艇设计中，水上抗沉性是设计中的一大指标，双壳体由于储备浮力大所以抗沉性极强。但双壳体也带来了造价提高，体积增大，排水量增大从而增加阻力和潜艇航行时的噪音。
之后设计局根据海军和造船厂给出的意见又提出了五种方案，但这五种方案仍采用单壳体：
1. 采用单回路压水反应堆，
2. 采用双回路液态金属反应堆，电器系统频率为400赫兹
3. 基本设计与第一种相同，但在指挥围壳内另装4座鱼雷发射管
4. 基本设计与第一种相同，但武器系统改为8座北极星导弹发射系统，装备北极星导弹。
5. 采用单回路压水反应堆，增大舱室容积从而保证抗沉性。

1961年初，海军司令部与设计小组还有各舰队领导一起开会决定方案。开会结果并未公布，但根据随后1961年苏共中央的第385-201号决议内容，那次会议应该决定以第二种设计方案为主方案。但海军司令部在随后指示必须保证水上抗沉性。该决议要求阿尔法级的排水量不大于1600吨，装备6座鱼雷发射管，水下全速43节以上，使用液态金属冷却剂反应堆。决议还要求1963年初完成设计，1965年首舰试航。
在随后的设计中，很多重大技术问题被解决，并提出了一个新的方案：
- 水下排水量增至2000吨以增大儲備浮力
- 水下航速45节
- 仍采用单壳体，储备浮力在20%以下

方案出台后，设计小组第143设计局与海军曾进行了相关的讨论，前者提出抗沉性在设计中完全没有必要，随后又提出在指挥围壳装备充气气囊以保证抗沉性，但都遭到海军的强烈反对。最终该方案以副设计师B·B·罗明因为拥护抗沉性设计而与鲁萨诺夫决裂，总设计师鲁萨诺夫辞职而告终。

### 最终设计定型
1974年，鲁萨诺夫离开了设计小组，设计工作由罗明接任。潜艇最终改为双壳体结构，其他的很多设计仍沿用了鲁萨诺夫的方案。虽然仍未达到苏共中央提出的设计要求，但海军部门比较满意并最终定型，至此经过了长达近10年的设计时间。同年，鲁萨诺夫辞职，时年63岁，相对于大部分苏俄潜艇设计局的总设计师，他结束工作确实算早的。

## 定型设计与结构

### 壳体
阿尔法级正式定型后为双壳体结构。外形采用水滴流线型设计，阿尔法级的指挥围壳也是苏俄潜艇中少数使用流线型外形的潜艇。全壳体用钛合金制造，是全世界仅有的两个的全级为钛合金制造并服役的军用潜艇中的一个。由于初期制造工艺不够完善，首舰在下水后发生了壳体开裂随即改为预备役。但随后苏俄在冶金与焊接技术上的快速进步使得以后的钛合金潜艇没有再次发生壳体开裂的事故。
由于钛合金的强度要比普通造艇消磁钢大的多，这样让钛合金壳体的耐压力更大，下潜深度也随之增加。其次，钛合金的密度也小于消磁钢，也就减轻了潜艇的排水量。此外，钛合金具有無磁性的优点，从而降低了潜艇磁性物理场效应而使其更难被反潜飞机用磁探测仪发现。同时钛合金还要比其他材料更抗海水的腐蚀。但不可否认的是，钛合金造价极为昂贵。

### 动力系统与电器设备
动力则是由30兆瓦的汽轮机和两台100千瓦的电动轮机组成，另有一台500千瓦的柴油发电机和锌铅电池作为备用动力。反应堆是705级和705K级的最大区别。705级采用OK-550反应堆而705K采用БM-50型反应堆。БM-50型较OK-550型稳定，OK-550型曾在K-64航行时发生了冷却剂凝固造成反应堆停工。两种反应堆都使用铅铋液态合金作为冷却剂。尽管БM-50型的稳定型有所提高，但仍然因为铋在受到中子照射后形成活性钋-210形成的放射性污染而使得反应堆维护难度较压水反应堆要难。
在电气设备上，阿尔法级使用了400赫兹作为全艇电器电源的频率，阿尔法级也是唯一一个用400赫兹作为电源频率的苏俄潜艇。这使得阿尔法级的电器设备无法与其他潜艇的电器设备通用。但400赫兹也降低了电气设备的重量同时让潜艇内部组成了一个统一的电网，不需要像其他潜艇为个别设备装备变频器，同时借助统一的电网结构，减小了潜艇的物理场从而增加了隐蔽性。
阿尔法级使用MBУ-III“和谐”作战情报系统以控制所有火力装备；自动导航系统为“索日”型，与德尔塔级潜艇所装备的“鲍托尔”型同属惯性制导；通讯系统为“闪电”型；声纳系统为“海洋”型。全艇还装备了“坦”型平衡调节系统，“铝土矿”型深度调节系统以及“节奏”型自动监视系统等等电子设备以降低艇员人数。

## 同级列表
| 舷号  | 开工时间       | 下水时间      | 建造船厂         | 服役时间/退役时间                    |
| ----- | -------------- | ------------- | ---------------- | ------------------------------------ |
| K-64  | 1968年6月2日   | 1969年4月22日 | 海军部造船厂     | 1971年12月31日服役~1974年8月19日解體 |
| K-123 | 1967年12月22日 | 1977年4月4日  | 北德文斯克造船厂 | 1977年12月12日~1996年7月31日解體     |
| K-316 | 1969年4月26日  | 1974年7月25日 | 列宁格勒造船厂   | 1978年9月30日~1990年4月19日解體      |
| K-432 | 1968年11月12日 | 1977年11月3日 | 北德文斯克造船厂 | 1978年12月31日~1990年4月19日解體     |
| K-373 | 1972年6月26日  | 1978年4月19日 | 列宁格勒造船厂   | 1979年12月29日~1990年4月19日解體     |
| K-463 | 1975年6月26日  | 1980年3月30日 | 列宁格勒造船厂   | 1981年12月30日/1990年4月19日解體     |
| K-493 | 1972年1月21日  | 1980年9月21日 | 北德文斯克造船厂 | 1981年9月30日~1990年4月19日解體      |

## 制造与服役

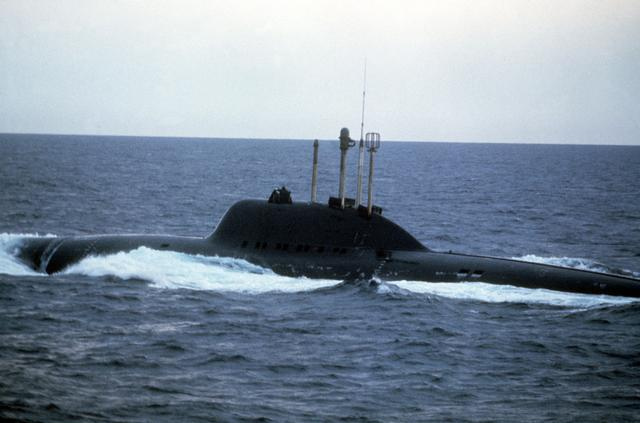
游弋中的阿尔法级潜艇

1974年，阿尔法级（705级）开始在海军部造船厂，列宁格勒造船厂和北德文斯克造船厂开始建造。首舰于1977年服役。全部7艘战舰均在北方舰队服役。
阿尔法级被定位为了一个试验平台性质的战舰以试验各种作战的电子设备，不过经过阿尔法级的研制过程后，苏联的潜艇电子设备有了一个飞跃。很多阿尔法级之后的战舰都装备了阿尔法级的电子设备的改进型。不过，由于被定为一个实验性的设计，705级也自然在服役期间一直处于一种“限制使用”的战舰，该级战舰自首舰服役至末舰退役，很少被派出执行远洋任务。
在服役期间，K-64艇由于1971年系泊试验中发射壳体开裂而改为预备役，随后在1972年预备役航行中，OK-500反应堆冷却剂凝固，最终反应堆堵死。幸亏当时是在近海附近游弋，被拖船拖回北德文斯科后被拆除。1974年8月除名。还有一次事故是K-123艇在1982年4月，一回路的冷却剂发生泄漏，由于中子照射导致铋变为钋-210，造成全艇发生核污染。1983年10月~1992年8月进行了长达近十年的大修，更换了反应堆。该艇于1996年退役。不过幸运的是，两次重大事故均未造成人员伤亡。

## 影响
尽管阿尔法级一直处于一种“限制使用”而不能進入現役的状态，但是阿尔法级还是给苏俄以后的潜艇设计产生了影响。尤其是阿库拉级和亞森級核潛艇，采用了和阿尔法一样的高自动化标准从而降低艇员。阿库拉级“猎豹号”排水量高达12,000吨而艇员仅为78人，这比同类型的海狼级和洛杉矶级的约130人要少的多，雅森级的艇员也少到了80人以下。而且在阿尔法级上使用的很多电气设备经过改装之后也用于了其他潜艇的设计中，比如“刻赤”型声纳系统则为“海洋”型的改进版本。阿尔法级还是苏俄第一个装备作战情报系统的潜艇。

## 文学作品中
作为冷战时期苏联一方技术性能较先进而有神秘色彩的武器，阿尔法级核潜艇在美国军事文学作家汤姆·克兰西的作品《猎杀红十月号》 （The Hunt for Red October）中出场多次。小说虚构了阿尔法级潜艇（书中称为A级潜艇）参与围捕叛逃的“红色十月”号核动力战略导弹潜艇的情节。小说中共有2艘A级潜艇出场：第一艘“波利托夫斯基”号在围追堵截行动中因长时间以42节的超高速行驶造成反应堆事故而沉没；另一艘“科诺瓦洛夫”号在与“红十月”号的近距离冲撞中被“红十月”号撞沉。

## 延伸閱讀
- Preston, Antony. . London: Conway Maritime Press. 2002. ISBN 0-85177-754-6.
- Polmar, Norman; Moore, K. J. . Dulles, Virginia: Potomac Books Inc. 2003. ISBN 1574885944.

## 外部連接
- the Environmental Foundation Bellona: Nuclear Energy
- Bellona: Spent nuclear fuel from liquid metal cooled reactor unloaded in Gremikha
- Global Security: Project 705 Lira Alfa class Attack Submarine（页面存档备份，存于）
- Federation of American Scientists
- The Russian Northern Fleet Nuclear-powered vessels
- Storm of Deep（页面存档备份，存于） （俄文）
- Article in Russian Language（页面存档备份，存于） （俄文）
- Article in Russian Language from Russian Submarines （俄文）

Template:Alfa class submarine